# San Vito

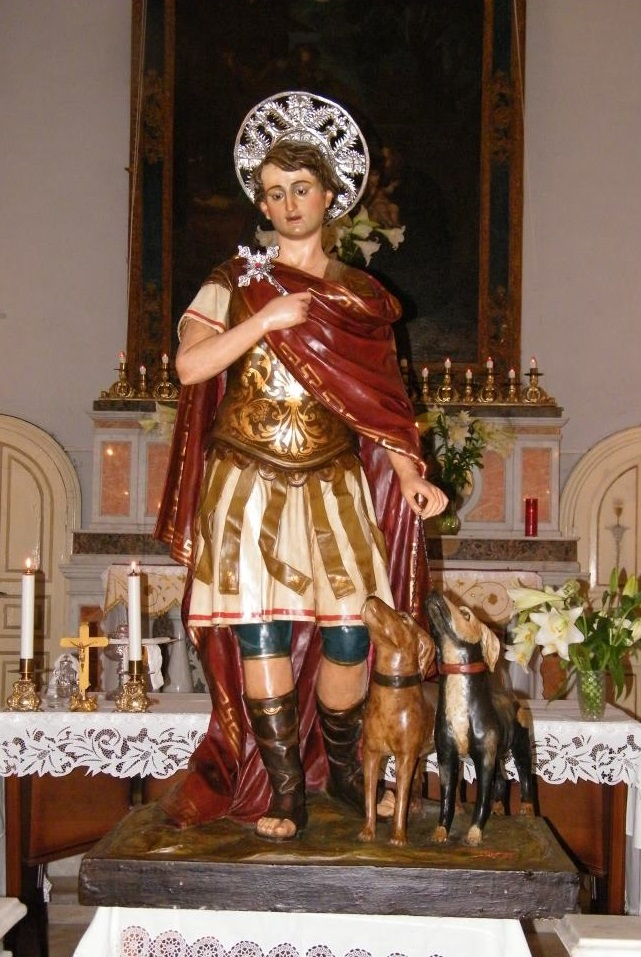
San Vito venerato a Paternò.

San Vito, venerato anche come san Vito di Sicilia o san Vito martire (Mazara del Vallo, III secolo – Lucania, 15 giugno 303), fu un giovane cristiano che subì il martirio nel 303 durante la grande persecuzione voluta dall’imperatore Diocleziano. È venerato come santo da tutte le chiese che ammettono il culto dei santi, annoverato tra i santi ausiliatori e il suo culto si estende in tutta l'Europa sin dai primi secoli dopo il suo martirio. La sua memoria liturgica ricorre il 15 giugno.

## Agiografia
Dalla fonte della sua vita la cosiddetta Passio, nacque in Sicilia a Mazara da padre pagano e lo vuole incarcerato sette anni perché cristiano lo vuole nato in Sicilia da padre pagano. Secondo una passio del VII secolo il fanciullo siciliano Vito, rimasto orfano di madre, fu affidato alle cure della nutrice Crescenzia e dal pedagogo Modesto, che lo fecero convertire alla fede cristiana. Dopo aver operato già molti miracoli, Vito sarebbe stato fatto arrestare insieme ai due tutori dal preside Valeriano su istigazione del proprio padre. Avrebbe subito torture e sarebbe stato gettato in carcere senza che però avesse rinnegato la propria fede. I tre sarebbero stati liberati miracolosamente da un angelo e si sarebbero recati in barca in Lucania per continuare il loro apostolato. La leggenda vuole che, durante il viaggio, i tre fossero nutriti da un'aquila che portava loro cibo e acqua finché sbarcarono alla foce del Sele sulle coste del Cilento.
Acquistata sempre maggior fama di guaritore presso il popolo dei fedeli, fu condotto a Roma dove sarebbe stato perfino supplicato dall'imperatore Diocleziano di liberare il figlio dal demonio, ma, pur ottenuto il miracolo, l'imperatore li fece arrestare e li sottopose a torture; vennero immersi in calderoni pieni di pece bollente ma rimasero illesi, furono quindi gettati in pasto ai leoni ma le bestie divennero mansuete. Furono infine torturati nella carne, ma vennero liberati da degli angeli che li riportarono presso il fiume Sele, dove morirono per le sofferenze il 15 giugno dell'anno 303.

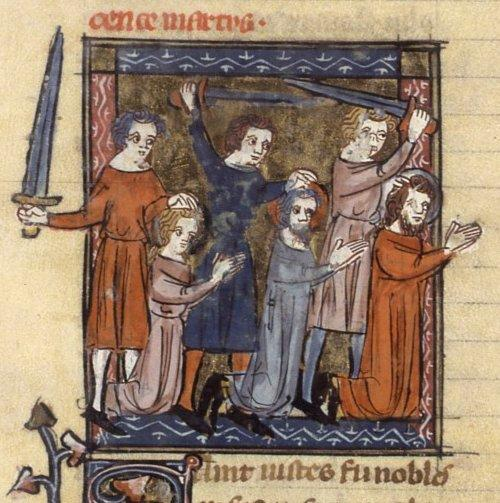
Martirio dei santi Vito, Modesto e Crescenzia, manoscritto francese del XIV secolo.

Le salme dei tre martiri Vito, Modesto e Crescenzia sarebbero state in seguito sepolte dalla pia matrona Fiorenza in un luogo chiamato Marianus. Difatti, San Vito è protagonista anche nella storia di Polignano a Mare, nella provincia di Bari. Si dice che dopo il martirio, una pia matrona, di nome Fiorenza, in balia di una tempesta nel Sele, chiese aiuto a Dio che le inviò in soccorso San Vito. La principessa per ringraziare il santo decise di dare degna sepoltura a lui e ai suoi compagni in un "locus marianus" come richiesto da San Vito stesso. Fiorenza diede ordine ai suoi uomini di fare ricerche su questo misterioso luogo, senza alcun risultato. La principessa ormai rassegnata decise di seppellire i tre corpi lì dove li aveva trovati.

Dopo tempo suo fratello si ammalò e addolorata chiese di nuovo aiuto a Dio; apparsole in sogno San Vito, le disse che avrebbe guarito suo fratello se lei avesse seppellito lui, Modesto e Crescenzia nel "locus marianus". Desta dal sonno, Fiorenza ritrovò davanti a sé un giovane medico che le chiese, in cambio della guarigione di suo fratello, di poter andare con loro nel “locus marianus” che le rivelò trovarsi in Puglia, presso il Castrum Polymnianense, oggi San Vito (Polignano a Mare). Organizzata la flotta, dopo 24 giorni di navigazione giunsero nel bellissimo porto dove la principessa ebbe cura di far costruire una chiesa in onore dei tre martiri e acquistati alcuni poderi in loco li donò ai monaci benedettini perché potessero venerare per sempre i Santi Martiri.

La Basilica nata nel 900 d.C. fu distrutta nel 1300 dagli Ottomani e ricostruita quasi un secolo dopo dai veneziani, che furono scacciati dal feudatario del luogo. Nel 1700 la basilica fu donata all'ordine benedettino, e destinata ad abbazia; successivamente divenne del Regio Demanio. Nel 1866 fu venduta ai Marchesi La Greca, che ancora oggi sono proprietari dell’intero edificio, fatta esclusione per la chiesa, di proprietà del Fondo di Edifici di Culto del Ministero dell'Interno e data in concessione alla Chiesa Matrice Santa Maria Assunta dove la domenica si celebra la messa.
Un'altra leggenda devozionale lo vede protagonista sempre in Sicilia, a Regalbuto, dove, fermatosi per riposare nel luogo dove ora sorge la chiesa dei cappuccini, avrebbe incontrato dei pastori disperati perché alcuni cani avevano sbranato un bambino; allora il Santo, richiamati i cani, si sarebbe fatto restituire da essi i resti del corpo del bambino a cui avrebbe ridonato la vita.
Altri miracoli attribuiti al Santo sono quelli di Sapri. Il primo secondo cui San Vito avrebbe fatto arrivare un bastimento carico di grano alla città in un periodo di grave carestia; il secondo attribuisce al Santo la purificazione delle acque dell'unico pozzo della città a seguito di un avvelenamento da parte dei saraceni; il terzo, più recente, attribuisce a San Vito di aver salvato dei minatori dall'annegamento a seguito della scoperta di una falda acquifera mentre erano intenti nella costruzione della galleria ferroviaria che avrebbe collegato il Cilento a Maratea.

## Culto
Il culto per san Vito e per i santi Modesto e Crescenzia è già documentato nell'antico Martirologio geronimiano e da alcuni accenni che si ritrovano in Gelasio I (che parla di un reliquiario di san Vito a Roma), in Gregorio Magno (che cita un monastero dedicato a san Vito in Sicilia e uno in Sardegna) e nel Liber Pontificalis, dove si parla di una diaconia di San Vito. 

Già nell'VIII secolo le sue reliquie erano sparse per l'Europa (a Parigi in St. Denis, in Westfalia nell'abbazia di Corvey e a Pavia, dove furono portate da re Astolfo nel 755 nella chiesa di San Marino) per poi essere portate da Pavia a Praga dall'imperatore Carlo IV.
Al racconto originario della passio del martire si aggiunsero con il passare degli anni varie leggende relative alle translationes delle sue reliquie in varie città e monasteri, e vari miracula che avrebbero avuto come protagonista Vito, leggende che contribuirono ad accrescere ulteriormente la sua fama.
È venerato come santo martire dalla Chiesa cattolica ed è un santo molto importante anche per la Chiesa ortodossa serba e quella bulgara. La sua ricorrenza è osservata il 15 giugno.
San Vito è il patrono e il protettore dei danzatori. Era assai venerato nel Medioevo e fu inserito nel gruppo dei santi ausiliatori, santi verso i quali veniva invocata una intercessione in particolari e gravi circostanze e per ottenere guarigione da malattie particolari.
Per secoli la figura di san Vito ha alimentato ed esaltato la fede popolare: si pensi per esempio alla protezione per la quale veniva invocato, in modo particolare nella speranza di ottenere guarigione da patologie quali la Corea di Sydenham, una forma di encefalite nota come ballo di San Vito (in quanto può presentare postumi come tic, tremori, ecc.), dall'idrofobia, da malattie degli occhi (in slavo la parola Vid = vista fu associata al suo nome, e in quelle terre il culto di san Vito pare avesse sostituito l'antico culto di Svetovit), dalla letargia. Tuttavia la nascita del suo culto e la relativa tradizione agiografica non sono stati ancora studiati in maniera ampia e approfondita.
Il simbolo che lo rappresenta è la palma del martirio e il calderone dentro il quale avrebbe subito il martirio. È tradizionalmente rappresentato in compagnia di due cani.

### Reliquie e luoghi dedicati
A Marigliano (NA), identificata dagli studiosi con l'antico Marianus, presso la chiesa di San Vito, costruita su una basilica martiriale altomedievale e annessa, a partire dalla seconda metà del XV secolo, a un convento francescano, sarebbe custodita la tomba del martire sigillata da un marmo, ricoperto un tempo da pietre preziose, sul quale è incisa la frase latina: HIC VITO MARTIRI SEPVLTVRA TRADITVR.
A Polignano a Mare, nell’abbazia a lui dedicata, è conservato ancora oggi il Braccio - reliquiario opera di un ignoto argentiere napoletano, che contiene l'osso di un braccio del Santo e la Pisside, anche questo reliquiario di fattura napoletana, contenente la Rotula di un ginocchio di San Vito.
A San Gregorio Magno (SA) sorge una chiesa a lui dedicata, ogni anno il 15 di giugno i pastori portano a turniare le pecore, mucche, cavalli, capre intorno alla chiesa di San Vito. I greggi girano intorno alla chiesa tre volte; se un animale entra in chiesa è considerato proprietà del santo e il pastore deve offrirlo al santo oppure fare un'offerta. Nel corso della giornata continuano a turniare persone con i loro cani. La sera dopo la processione i fedeli con le statue compiono tre giri intorno alla chiesa.
Presso il fiume Sele sorge un'antica chiesa dedicata al santo, nel luogo dove fu sepolto presso Eboli. Ancora oggi, presso il luogo del martirio indicato dalla tradizione, sorge la chiesa di San Vito al Sele.
Molti comuni della Valle del Sele (Caposele, Calabritto, Quaglietta, Senerchia, Oliveto Citra, Colliano,Contursi Terme, ecc.) hanno, in memoria del martire, o conservano toponimi e luoghi di culto dedicati a san Vito, testimonianza del primitivo culto che Vito ebbe in queste zone e che poi si diffuse in tutta la Cristianità.
Alcune presunte reliquie sono custodite in un corpo cerato che raffigura il Santo, custodito presso la chiesa Collegiata di Sant'Ambrogio di Omegna (VB), racchiuso in un'urna e portato solennemente in processione l'ultimo sabato di agosto, giorno in cui il vescovo di Novara Bascapè portò devotamente le reliquie a Omegna. Altre presunte reliquie del Santo sono custodite nell'omonima chiesa di Marola (SP): in entrambi i casi si tratta di un corpo santo proveniente dalle catacombe romane. Un reliquiario del Santo è conservato a Lomazzo presso la chiesa di San Vito.
A San Vito Chietino (Chieti) la chiesa parrocchiale conserva una cassetta di reliquie del Santo, esposte il 15 giugno, giorno di festa, insieme alla statua del XIX secolo opera di Filippo Tenaglia di Orsogna. La chiesa sorge nel luogo dove, secondo la tradizione, esisteva un ulivo dove sarebbe apparso il Santo.
Nella Chiesa Madre di Santo Stefano del Sole (AV) ove san Vito è il patrono, vengono conservate le reliquie del santo, e festeggiato solennemente, oltre che il 15 giugno, l'ultima domenica di agosto nel ricordo del giorno in cui vennero lì deposte, nel 1814; anche in questo caso si tratta di un corpo santo proveniente dalle catacombe romane.
Nella Chiesa Madre dei Santi Apostoli Pietro e Paolo in Pisciotta (SA), si venera una insigne reliquia del sangue di San Vito, custodito in un'ampolla di vetro. Detto sangue si liquefa ogni anno in occasione della festività del martire, solitamente durante la processione in suo onore. Secondo la tradizione la reliquia proverrebbe dalla chiesa abbaziale di Taranto e sarebbe stata traslata per opera del vescovo di Lecce mons. Luigi Pappacoda, nativo di Pisciotta. Infatti sul reliquiario che custodisce il sangue di San Vito è inciso lo stemma della famiglia Pappaccoda, marchesi di Pisciotta.
A Chiaramonte Gulfi, in provincia di Ragusa, sono conservate alcune reliquie attribuite a San Vito, tra cui l'omero del braccio ed è venerato come protettore. Inoltre, viene festeggiato con una solenne quindicina dal 1 al 15 Giugno e con un triduo solenne l’ultima settimana di Agosto.
A Macchia di Giarre (CT), San Vito è il protettore del paese, con festività esterne l’ultima somenica di agosto. Vi sono conservate 3 reliquie del corpo del Santo.
A lui è dedicata la Cattedrale di San Vito a Praga nel cui interno vengono custodite alcune sue reliquie.

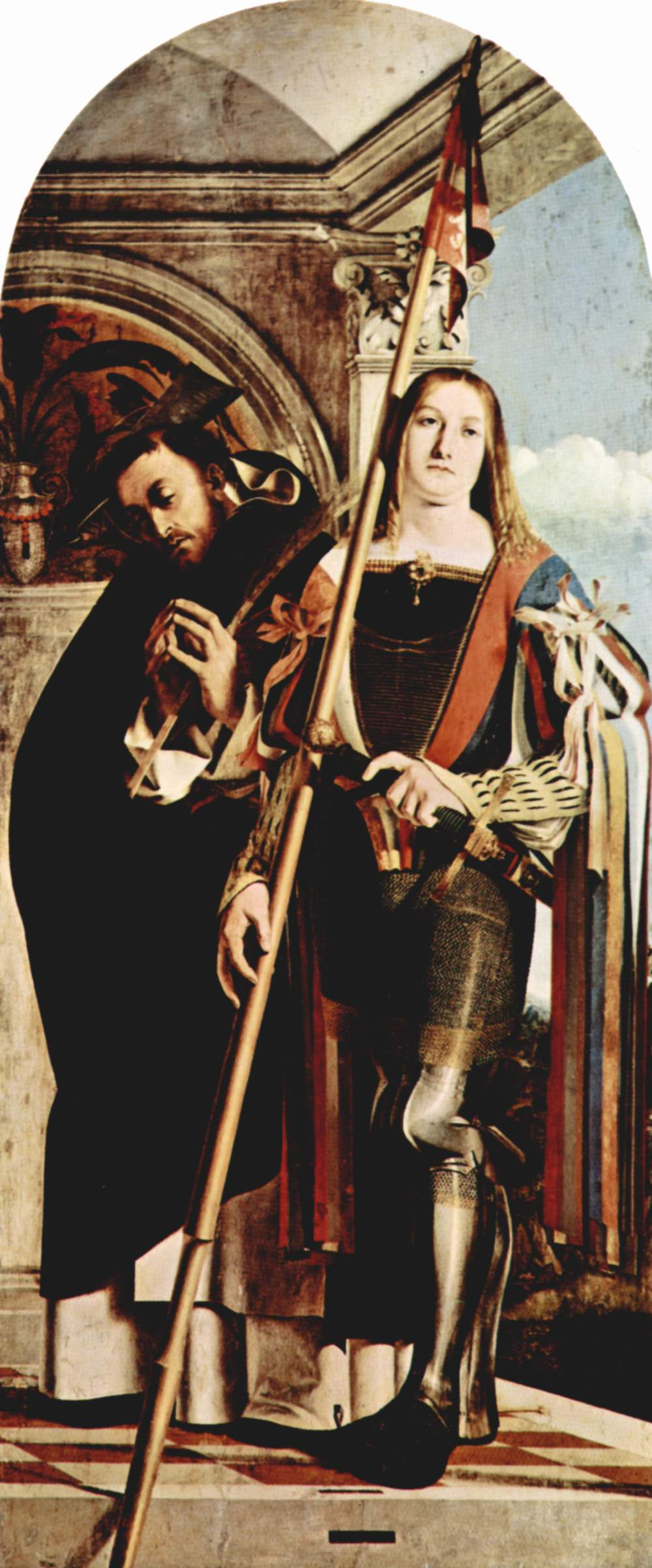
San Vito e san Pietro da Verona, particolare di un dipinto di Lorenzo Lotto

A Positano, in provincia di Salerno, San Vito è patrono della città e qui è conservato il busto del santo con la reliquia del cranio.
Nella Chiesa Matrice San Nicola di Squinzano (LE), nei pressi dell'altare maggiore, in un reliquiario con una ampolla è custodito il sangue di San Vito.
San Vito è inoltre patrono di diversi centri in provincia di Trapani: Mazara del Vallo, la sua città natale; Partanna; San Vito Lo Capo, dove secondo la tradizione il giovane santo sostò; Campobello di Mazara; Vita. In questi centri si custodiscono alcune reliquie di Vito e vengono ogni anno organizzate celebrazioni che durano anche diversi giorni e che ripercorrono la storia del santo.